# Palirisa
Palirisa is een geslacht van vlinders van de familie Eupterotidae.

## Soorten
- P. annamensis Mell, 1929
- P. archivicina Bryk, 1944
- P. birmana Bryk, 1944
- P. cervina Moore, 1865
- P. lineosa Walker, 1855
- P. mosoensis Mell, 1937
- P. noncurvata Bryk, 1944
- P. renei Bryk, 1944
- P. rotundala Mell, 1929
- P. sinensis Rothschild, 1917
- P. taipeishanis Mell, 1937